# Emil Wass
Emil Wass (født 21. februar 1999) er dansk professionel fodboldspiller, der spiller for den danske klub AB - Akademisk Boldklub Gladsaxe, hvor han skiftede til fra Avarta.
Wass kan spille flere forskellige positioner på banen, blandt andet centralt og fløj. 

## Baggrund
Emil Wass er Daniel Wass' bror.

## Karriere
Wass fik sin fodboldopdragelse i Brøndby IF.
I sommeren 2011 skiftede han til Lyngby Boldklub.[kilde mangler]
I sommeren 2016 skiftede Wass til Celta Vigo i en alder af 16 år, hvor også hans bror spillede på førsteholdet. Han havde planlagt et år i Spanien som et prøveophold, men grundet problemer med spilleladelsen fra det spanske fodboldforbund, således han ikke kunne spille officielle kampe, vendte han hjem til Lyngby Boldklub og sin skolegang før tid.
Han skiftede til FC Helsingør i vinteren 2018. Han var første gang med på bænken i Superligakamp den 30. april 2018 mod Hobro IK, hvor han dog ikke blev skiftet ind.